# Route nationale 59bis
La route nationale 59bis (RN 59bis o N 59bis) è stata una strada nazionale francese che partiva da Pouxeux e terminava a Raon-l'Étape. Per lo più è stata declassata a D159bis nel 1972.

## Percorso
Dall’innesto sulla N57 risaliva la Vologne fino a Cheniménil, per poi continuare verso nord. Da Aydoilles a Girecourt-sur-Durbion fu riassegnata nel 1972 alla N420 ed è perciò stata declassata a D420 nel 2006. Attraversava la Mortagne a Rambervillers, dove cambiava direzione per proseguire verso nord-ovest, trovando fine a Raon-l'Étape all’incrocio con la N59.